# پارک جی هون
پارک جی هون (کره‌ای: 박지훈؛ زادهٔ ۲۹ مه ۱۹۹۹) خواننده اهل کره جنوبی است. او به خاطر حضورش در برنامهٔ واقع‌نمای رقابتی پرودوس ۱۰۱ فصل ۲، جایی که او جایگاه دوم را کسب کرد و یکی از اعضای گروه پسرانهٔ وانا وان شد، شناخته می‌شود و این گروه بین سال ۲۰۱۷ تا ۲۰۱۹، چند آلبوم و تک‌آهنگ قرار گرفته در صدر جدول‌ها منتشر کرده‌است. این گروه به‌طور همزمان هم موفقیت تجاری و هم نظر مثبت منتقدان را به دست آورد.

## اوایل زندگی و تحصیلات
پارک جی هون زادهٔ ۲۹ مه ۱۹۹۹ در ماسان، کره جنوبی است. اگرچه او اهل استان گیونگ‌سانگ است، اما از هفت سالگی در سئول زندگی کرده‌است. او از مدرسهٔ ملی هنرهای سنتی فارغ‌التحصیل شد و در آنجا در تئاتر موزیکال تحصیل کرد. پارک در مدرسهٔ هنرهای نمایشی سئول در رشتهٔ هنرهای پخش تحصیل کرد و در ژانویه ۲۰۱۸ فارغ‌التحصیل شد.

## فیلم‌شناسی

### مجموعه تلویزیونی
| سال       | عنوان                       | نقش               | توضیحات                      | منابع               |
| --------- | --------------------------- | ----------------- | ---------------------------- | ------------------- |
| ۲۰۰۶–۲۰۰۷ | افسانه جومونگ               |                   |                              | [ ۷ ]               |
| ۲۰۰۷      | داستان‌های هزار نفر          | لی دونگ گیو       | حضور افتخاری (قسمت ۲۰)       |                     |
| ۲۰۰۷–۲۰۰۸ | لبخند کیمچی پنیر            |                   |                              |                     |
| ۲۰۰۷–۲۰۰۸ | پادشاه و من                 | اونوچ             |                              |                     |
| ۲۰۰۸      | ایلجیما                     | پسر یک روستایی    |                              |                     |
| ۲۰۱۱      | شوی نامحدود                 | کانگ جه مین       | حضور افتخاری (قسمت‌های ۱۰–۱۱) |                     |
| ۲۰۱۹      | خدمه گل: آژانس ازدواج چوسان | گو یونگ سو        |                              | [ ۸ ]               |
| ۲۰۲۱      | در دوردست، بهار سبز است     | یو جون            |                              | [ ۹ ] [ ۱۰ ] [ ۱۱ ] |
| ۲۰۲۲      | قهرمان ضعیف کلاس ۱          | یو شی اون         | نقش اصلی                     | [۱۶]                |
| ۲۰۲۴      | آهنگ عاشقانه خیالی          | ساجو هیون / آک هی |                              | [ ۱۲ ] [ ۱۳ ]       |
| ۲۰۲۵      | قهرمان ضعیف کلاس ۲          | یو شی اون         | نقش اصلی                     | [۱۷]                |

### مجموعه اینترنتی
| سال  | عنوان              | نقش          | منابع  |
| ---- | ------------------ | ------------ | ------ |
| ۲۰۲۰ | انقلاب عشق         | گونگ جو یونگ | [ ۱۴ ] |
| ۲۰۲۲ | قهرمان ضعیف کلاس ۱ | یون شی اون   | [ ۱۵ ] |
| ۲۰۲۵ | قهرمان ضعیف کلاس ۲ | یون شی اون   | [۱۷]   |